# Сосна (озеро, Витебский район)
Со́сна (Должа́нское, Со́сно) (бел. Со́сна) — озеро в Витебском районе Витебской области. Относится к бассейну реки Лужесянка. Находится в 18 км к северо-западу от Витебска. Рядом располагаются деревни Должа и Шилы.
Название озера Сосно связано с финским sose, soseen «болото, грязь».
Площадь озера составляет 1,1 км², длина — 2,64 км, максимальная ширина — 0,82 км. Длина береговой линии — 7,53 км. Наибольшая глубина — 9,4 м, средняя — 3,6 м. Объём воды — 4,01 млн м³. Площадь водосбора — 5 км².
Котловина озера лощинного типа, вытянута с юго-запада на северо-восток. Озеро состоит из двух плёсов, разделённых островом. Склоны котловины высотой от 5—7 до 10—13 м. Берега преимущественно сливаются с склонами, на юго-востоке заболочены.
Дно озера до глубин 3 м песчаное, глубже покрыто илом и сапропелем. Наибольшие глубины отмечаются на северо-восточном плёсе.
Минерализация воды составляет 130—160 мг/л, прозрачность — 3 м. Озеро эвтрофное, слабопроточное. Впадает несколько ручьёв. На северо-востоке вытекает ручей в реку Храповлянка. Озеро соединено протоками с озёрами Бутыки и Круглянское.
Надводная растительность занимает прибрежную полосу до 30 м. До глубины 3,2 м растёт рдест, элодея, кувшинка.
В озере водятся окунь, плотва, краснопёрка, щука, линь, налим, уклейка, карась. Встречается угорь.
Вдоль озера проходит автодорога Р115 (Витебск — Городок). На берегу озера вдоль автодороги организована зона отдыха.